# Kuhal
Kuhal (moderna Jidfir Ibn Munaykhir) fou una antiga ciutat al Iemen, a la plana del Djawf Ibn Nasir, al sud-est de Baraqish. Fou la primera de les ciutats notables del Djawf que va desaparèixer. Les ceràmiques trobades corresponen al període dels segles VIII i VII aC; totes les inscripcions són en llengua sabea, el culte és dels déus sabeus (Sami i Almaqah principalment) i els únics esmentat són reis sabeus, el que permet situar aquesta ciutat dins el regne de Sabà, probablement ja abans del segle viii aC. S'hauria abandonat a tot tardar al segle vi aC per causes no determinades.